# UCI-Trial-Weltmeisterschaften/Jugend und Junioren
Die Trial-Wettkämpfe für Jugend und Junioren wurden in den Anfangsjahren der UCI-Trial-Weltmeisterschaften in zahlreichen Altersgruppen ausgetragen, die heute nicht mehr üblich sind. Die Sieger, insbesondere auch die der Jugend-Klassen, werden vom Radsport-Weltverband UCI weiterhin als Weltmeister anerkannt und sind unten aufgeführt.

## Hintergründe und Entwicklung
Als die Disziplin in den 1980er Jahren noch unter dem Namen Trialsin (kurz für spanisch „trial sin motor“) ihren Weg in den Radsport fand, sollte sie vor allem Kinder und Jugendliche ansprechen. So sah das Reglement der ersten Weltmeisterschaften 1986 neben einer Seniorenklasse fünf weitere für Minderjährige vor. Zugelassen waren Fahrräder mit einem Mindest-Raddurchmesser von 20 Zoll. Die Namen der Altersklassen hatten 1986 spanische und ab 1987 französische Namen, wobei letztere noch heute im UCI-Regelwerk vorzufinden sind (siehe auch „Kategorien im Trial“):
| Altersgruppe | 1986       | 1987      |
| ------------ | ---------- | --------- |
| 17 und 18    | Juveniles  | Juniors   |
| 15 und 16    | Cadetes    | Cadets    |
| 13 und 14    | Infantiles | Minimes   |
| 11 und 12    | Alevines   | Benjamins |
| 9 und 10     | Benjamines | Poussins  |

Der Einheitlichkeit halber werden im Folgenden die ab 1987 gültigen Namen verwendet. 1986 und 1987 wurde aus den Wettbewerben der Senioren sowie den drei Altersklassen von 13 bis 18 noch ein Gesamtklassement gebildet, auch Scratch genannt. Das Gesamtklassement wird von der UCI nicht als WM-Kategorie genannt. Ab 1988 wurde das Gesamtklassement durch eine Elite-Kategorie ersetzt, der die besten Fahrer mehrerer Altersklassen inklusive Jugend und Junioren angehörten.
1995 traten wichtige Regeländerungen in Kraft. Bei den Junioren wurden die Wettbewerbe in eine 20-Zoll- und eine 26-Zoll-Klasse aufgeteilt, während die unteren Altersklassen zunächst in der 20-Zoll-Klasse geführt wurden, aber bis 1998 nach und nach verschwanden. Stattdessen gibt es seit 2000 mit den „UCI World Trial Youth Games“ eine separate Veranstaltung für Kinder und Jugendliche.

## Junioren
Die Junioren-Altersklasse umfasst Fahrer mit 17 und 18 Jahren. Sie wurde 1995 in zwei Nachfolge-Wettbewerbe aufgeteilt, eine 20-Zoll-Klasse und eine 26-Zoll-Klasse.
| Jahr | Austragungsort | Gold                   | Silber         | Bronze             |
| ---- | -------------- | ---------------------- | -------------- | ------------------ |
| 1986 | mehrere Läufe  | Daniel Del Valle       | Josep Ribera   | Joan Expósito      |
| 1987 | mehrere Läufe  | Ot Pi                  | Josep Ribera   | Paolo Marques      |
| 1988 | mehrere Läufe  | Juan Francisco Sánchez | Gerd Merkel    | Horst Schmid       |
| 1989 | mehrere Läufe  | Josep Vilalta          | Stefan Schlie  | Arnd Röhm          |
| 1990 | mehrere Läufe  | Petr Hynčica           | Pavel Karkoš   | Libor Karas        |
| 1991 | mehrere Läufe  | Milos Pospíšil         | Martin Šimunek | Bruno Fracassi     |
| 1992 | Lorca          | Gabriel Villada        | Pere Esteve    | Juan Manuel Moreno |
| 1993 | Val-d’Isère    | Jesús Hurtado          | Mikel Iñorbe   | Dani Parramón      |
| 1994 | Zafra          | Elías Bonet            | Iñigo Calleja  | Dani Parramón      |

## Cadets
Cadets bezeichnet die Klasse der 15- und 16-jährigen Fahrer. Von den heute nicht mehr üblichen Wettbewerben bestand dieser am längsten, nämlich bis 1998.
| Jahr | Austragungsort | Gold                 | Silber                 | Bronze                 |
| ---- | -------------- | -------------------- | ---------------------- | ---------------------- |
| 1986 | mehrere Läufe  | Ot Pi                | Alberto Limatore       | Oliver Marechal        |
| 1987 | mehrere Läufe  | Christophe Winand    | Gilles Combe           | Joan Pons              |
| 1988 | mehrere Läufe  | Remo Taiana          | Holger Werthwein       | Dominique Peters       |
| 1989 | mehrere Läufe  | Holger Werthwein     | Miroslav Pacold        | Dominique Peters       |
| 1990 | mehrere Läufe  | Jaroslav Blažek      | Milos Pospíšil         | Bruno Fracassi         |
| 1991 | mehrere Läufe  | Stanislav Slabý      | Jan Votýpka            | Oscar López            |
| 1992 | Lorca          | Marcus Klausmann     | Elías Bonet            | Dani Parramón          |
| 1993 | Val-d’Isère    | Elías Bonet          | Alberto Gómez          | Juan Francisco Sánchez |
| 1994 | Zafra          | Marc Vinco           | Juan Francisco Sánchez | Lluís Codina           |
| 1995 | Großheubach    | Marc Vinco           | Christian Weber        | Roger Keller           |
| 1996 | Zuoz           | Marc‐Amory Buteneers | Roger Keller           | Marco Hösel            |
| 1997 | Avoriaz        | Rafał Kumorowski     | Marc-Amory Buteneers   | Abraham Morillas       |
| 1998 | Cartagena      | Kenny Belaey         | David Cuadau           | Abraham Morillas       |

## Minimes
Minimes bezeichnet die Klasse der 13- und 14-jährigen Fahrer. Ihr Wettbewerb bestand bis 1995 innerhalb der Weltmeisterschaften.
| Jahr | Austragungsort | Gold                | Silber              | Bronze               |
| ---- | -------------- | ------------------- | ------------------- | -------------------- |
| 1986 | mehrere Läufe  | Joan Pons           | Marc Puigdemont     | Josep Maria Claret   |
| 1987 | mehrere Läufe  | Marc Colomer        | Remo Taiana         | Michel Chaboud       |
| 1988 | mehrere Läufe  | Miroslav Pacold     | Marc Colomer        | Pier Paolo Peterlini |
| 1989 | mehrere Läufe  | Marco Monateri      | Stanislav Slabý     | Josep Sabrià         |
| 1990 | mehrere Läufe  | Tomoyuki Ogawa      | Masayuki Sasamoto   | Martin Janů          |
| 1991 | mehrere Läufe  | Marcus Klausmann    | Martin Čučman       | Vlastimil Hynčica    |
| 1992 | Lorca          | Marc Catllà         | Marc Freixa         | Marc Vinco           |
| 1993 | Val-d’Isère    | Marc Vinco          | Francesc Recio      | Lluís Codina         |
| 1994 | Zafra          | Francesc Recio      | Josep Maria Sadurní | Roger Keller         |
| 1995 | Großheubach    | Josep Maria Sadurní | Daniel Oestringer   | Blai Parramón        |

## Benjamins
Die Benjamins sind die 11- und 12-jährigen Fahrer; 1986 wurde diese Altersklasse noch als Alevines bezeichnet, während Benjamines die 9- und 10-Jährigen waren.
| Jahr | Austragungsort | Gold                | Silber           | Bronze              |
| ---- | -------------- | ------------------- | ---------------- | ------------------- |
| 1986 | mehrere Läufe  | Marc Colomer        | Frédéric Crosset | Jordi Picola        |
| 1987 | mehrere Läufe  | Marco Monateri      | Frédéric Crosset | Jordi Picola        |
| 1988 | mehrere Läufe  | Marco Monateri      | Jiří Šikl        | Gabriel Reyes       |
| 1989 | mehrere Läufe  | Kenichi Kuroyama    | Marcus Klausmann | Eloi Sabrià         |
| 1990 | mehrere Läufe  | Kenichi Kuroyama    | Martin Čučman    | Vlastimil Hynčica   |
| 1991 | mehrere Läufe  | Sergi Bellavista    | Marc Freixa      | Marc Catllà         |
| 1992 | Lorca          | Francesc Recio      | Xavier Vilaseca  | Josep Maria Sadurní |
| 1993 | Val-d’Isère    | Josep Maria Sadurní | Xavier Vilaseca  | Blai Parramón       |
| 1994 | Zafra          | Roland Bürki        | Iker Leceta      | Santiago Alonso     |
| 1995 | Großheubach    | Markus Schaufler    | Simon Billmaier  | Vincenc Brunner     |

## Poussins
Mit Poussins werden die 9- und 10-Jährigen bezeichnet. 1992 traten nur zwei von ihnen an, und für 1993 sowie 1994 sind keine Ergebnisse bekannt. Letztmals stand diese Altersklasse 1995 im Programm.
| Jahr      | Austragungsort | Gold                     | Silber                   | Bronze                   |
| --------- | -------------- | ------------------------ | ------------------------ | ------------------------ |
| 1986      | mehrere Läufe  | Marco Monateri           | Lluís Ortíz              | Ezio Artusi              |
| 1987      | mehrere Läufe  | Kenichi Kuroyama         | Jens Lossow              | Marc Neumann             |
| 1988      | mehrere Läufe  | Kenichi Kuroyama         | Francesc Estradé         | Sergi Bellavista         |
| 1989      | mehrere Läufe  | Jordi Mujal              | Sergi Bellavista         | Takahisa Fujinami        |
| 1990      | mehrere Läufe  | Takahisa Fujinami        | Albert Cabestany         | Francesc Recio           |
| 1991      | mehrere Läufe  | Xavier Vilaseca          | Josep Maria Sadurní      | Tetsuya Yamada           |
| 1992      | Lorca          | Roland Bürki             | Marco Staub              | nicht vergeben           |
| 1993–1994 | 1993–1994      | keine Ergebnisse bekannt | keine Ergebnisse bekannt | keine Ergebnisse bekannt |
| 1995      | Großheubach    | Morgan Rémy              | Jochen Schäfer           | Thomas Mrohs             |

## Medaillenspiegel
Die folgende Tabelle fasst alle oben aufgeführten Wettbewerbe zusammen.
| Platz  | Land             | Gold | Silber | Bronze | Gesamt |
| ------ | ---------------- | ---- | ------ | ------ | ------ |
| 1      | Spanien          | 20   | 24     | 25     | 69     |
| 2      | Japan            | 6    | 1      | 2      | 9      |
| 3      | Tschechoslowakei | 5    | 9      | 4      | 18     |
| 4      | Deutschland      | 4    | 8      | 7      | 19     |
| 5      | Frankreich       | 4    | 1      | 2      | 7      |
| 5      | Italien          | 4    | 1      | 2      | 7      |
| 7      | Belgien          | 3    | 3      | 5      | 11     |
| 8      | Schweiz          | 3    | 3      | 2      | 8      |
| 9      | Polen            | 1    | 0      | 0      | 1      |
| Gesamt | Gesamt           | 50   | 50     | 49     | 149    |